# Monument Nacional del Cactus Tubs d'Orgue

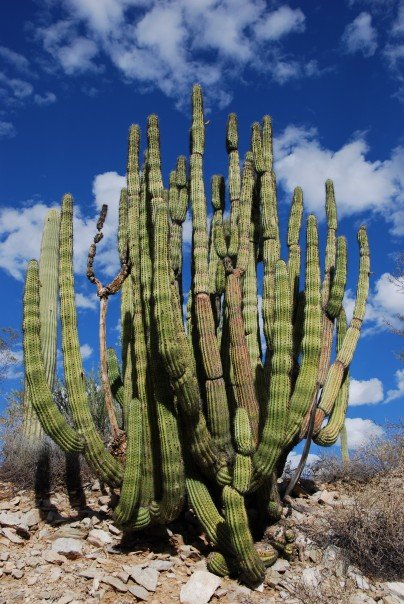
Un Stenocereus thurberi (en anglès, organ pipe cactus), que creix al monument nacional que porta el seu nom. Un nom comú en català seguint l'exemple de les llengües europees és poc conegut però de tant en tant és utilitzat per analogia.

El Monument Nacional del Cactus Tubs d'Orgue (Organ Pipe Cactus National Monument o Monumento Nacional de la Pitahaya Dulce) constitueix una gran riquesa ecològica de plantes i animals que s'han adaptat a la vida en els diversos paisatges geològics del desert de Sonora. Aquest monument nacional va ser proclamat pel President Franklin D. Roosevelt el 13 d'abril de 1937 sota la Llei d'Antiguitats de 1906. El monument ocupa 1.338,25 quilòmetres quadrats al comtat de Pima i està situat al sud-oest d'Arizona (Estats Units) a la frontera amb l'estat de Sonora (Mèxic). Aquesta àrea protegida és administrada pel Servei de Parcs Nacionals i és una Reserva de la Biosfera Internacional. És un indret d'importància cultural per a les cultures euro-americanes, mexicanes i dels pobles nadius hohokam i o'odham. Els visitants venen per emprendre recorreguts paisatgístics, caminades per les àrees salvatges i càmping al desert, i per explorar els llocs històrics d'aquestes diverses cultures.

## El cactusStenocereus thurberi
El monument nacional és l'única zona als Estats Units per veure grans arbredes dels cactus tubs d'orgue (Stenocereus thurberi) encara que el seu abast s'estén a Mèxic. El monument conté la major part de la seva població als Estats Units. El cactus és un meravellós exemple de les adaptacions necessàries per sobreviure en el desert de Sonora. Igual que altres habitants del desert, aquesta espècie de cactus se sintonitza amb el ritme del sol i les pluges poc freqüents.
El fruit del cactus tubs d'orgue madura just abans de les pluges d'estiu i es divideix per revelar una polpa de llavors d'un color vermell brillant. La planta pot viure més de 150 anys però només produirà la seva primera flor prop de l'edat de 35 anys. El cactus floreix al maig i juny, i obre les seves flors de color blanc i cremós només a la nit. Les flors es tancaran de nou a mig matí i rares vegades romanen obertes fins al vespre. Això deixa molt poc temps per als pol·linitzadors durant el dia per delectar amb el dolç nèctar de les flors. El ratpenat nassut petit (Leptonycteris yerbabuenae), una espècie amenaçada, emprèn la major part de la pol·linització a la nit, i durant segles ha desenvolupat una relació única amb aquesta planta.